# Oseberg (gisement de pétrole)
Pour les articles homonymes, voir Oseberg.
Oseberg est l'un des plus grands gisements pétroliers norvégiens. 
Oseberg fut mis en production fin 1988. Quatre plates-formes furent construites pour lui. La production culmina à environ 500 kbbl/j de 1992 à 1998, date ou commença un déclin rapide, pour arriver à moins de 100 kbbl/j aujourd'hui. L'opérateur est Norsk Hydro (aujourd'hui Statoil), Oseberg est d'ailleurs le plus grand développement de l'histoire de cette compagnie.
Le gisement a produit plus de 2 Gbbl de pétrole, et il est estimé que moins de 200 Mbbl seront encore extraits. Le taux de récupération total est de plus 70 %.
Il possède un important dôme de gaz naturel mais, jusqu'en l'an 2000, la production « nette » de gaz était nulle, tout le gaz produit en association avec le pétrole étant réinjecté pour maintenir la pression dans le gisement et améliorer la récupération des liquides - en fait, Oserberg recevait même du gaz supplémentaire venant de deux gisements satellites. 
L'exportation de gaz a commencé en l'an 2000. Depuis, environ 35 Gm3  ont été extraits, il en resterait quelque 85 Gm3. Même si les réserves de pétrole sont presque épuisées, l'activité du secteur d'Oserberg est loin d'être terminée, concentrée désormais sur la production de gaz et l'exploration d'éventuels petits gisements périphériques. Le principal enjeu pour Norsk Hydro est de balancer correctement la production de pétrole et de gaz, une exploitation trop rapide de gaz pouvant compromettre la récupération du pétrole restant.